# 弗里德里克·索爾·弗里德里克松
弗里德里克·索爾·弗里德里克松（拉丁化：Fridrik Thor Fridriksson；1954年5月12日—），冰島男電影導演、演員。1991年上映的冰島語電影《自然之子》(Börn náttúrunnar)獲第64屆奧斯卡金像獎最佳外語片提名。
2006年，他亦於丹麥導演拉斯·馮·提爾執導電影《老闆我最大》(Direktøren for det hele)演出。

## 主要執導作品
- 1991年:《自然之子》(Börn náttúrunnar)
- 2010年:《奧斯卡媽媽》(Mamma Gógó)

## 外部連結
- 维基共享资源上的相關多媒體資源：弗里德里克·索爾·弗里德里克松
- 弗里德里克·索爾·弗里德里克松在互联网电影资料库（IMDb）上的資料（英文）